# Антитеррористическая группа Лучко

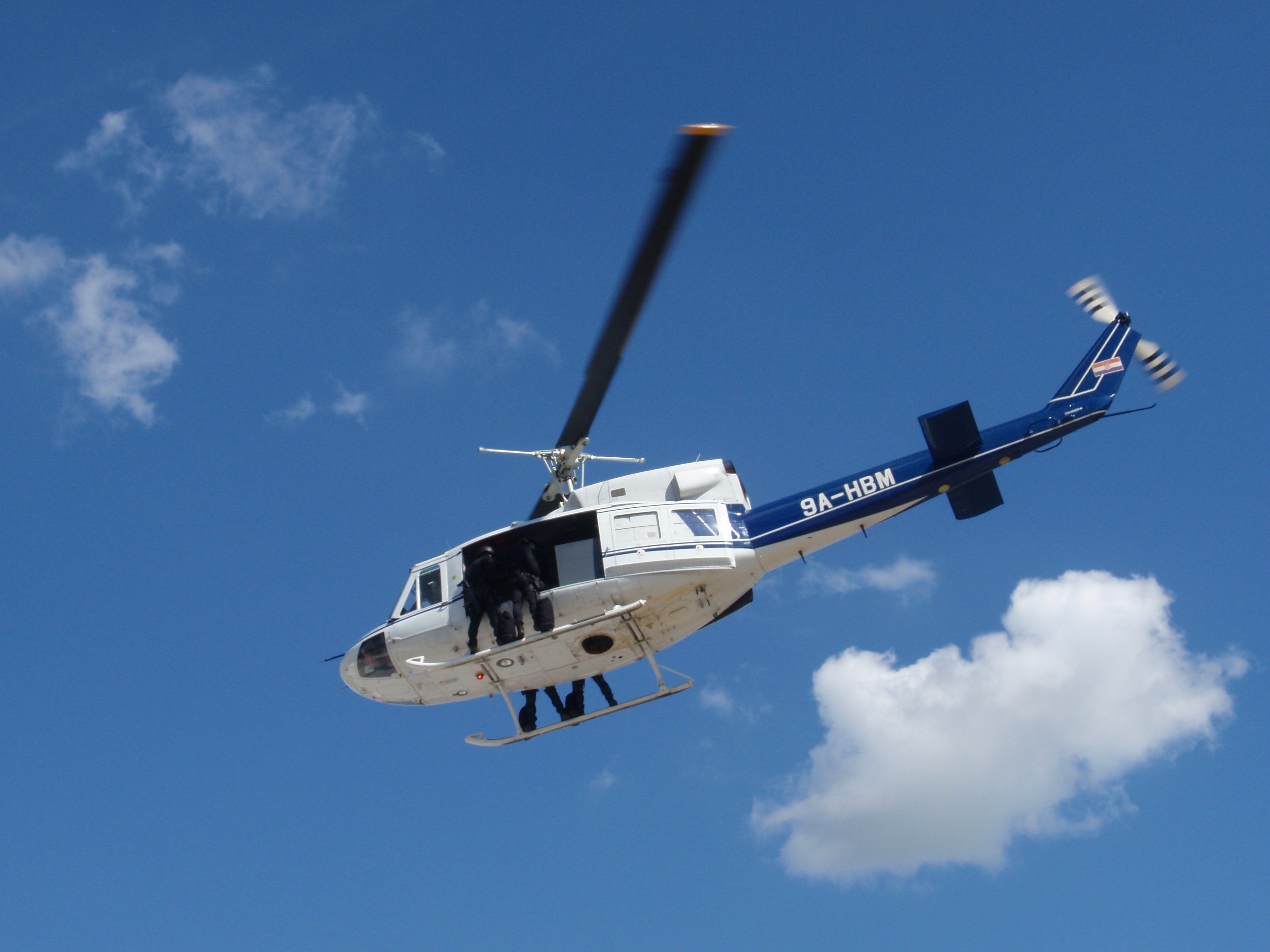
Бойцы спецподразделения на вертолёте Bell 212. Авиационное шоу в Лучко, 2010 год

Антитеррористи́ческая гру́ппа Лучко́ (хорв. Antiteroristička jedinica Lučko, ATJ Lučko) — элитная группа по борьбе с терроризмом хорватской полиции. Подразделение размещается в Лучко, возле Загреба, столицы Хорватии. Как и все полицейские подразделения в стране, находится в подчинении Министерства внутренних дел.

## История
Подразделение было создано 7 сентября 1990 года и было первой в Хорватии боевой группой в войне в Хорватии. Кроме того, оно было единственной боевой единицей хорватских сил в то время. В ходе войны в Хорватии только 14 сотрудников были убиты и 52 ранены из 350 членов.
Знаменитый боец ММА Мирко Филипович был членом этой группы на протяжении шести лет.